# 北海道道912号大津长节线
北海道道912号大津长节线（日语：北海道道912号大津長節線）是一条位于北海道十胜综合振兴局管内中川郡丰顷町的普通道级道路（北海道道）。

## 道路概况
- 起点：北海道中川郡丰顷町大津港町
- 終点：北海道中川郡丰顷町長節
- 总距离：6.3千米

## 经过的自治体
- 十勝综合振興局
  - 中川郡丰顷町

## 主要连接道路
- 北海道道911号大津旅来线（起点）
- 国道336号（终点）

## 历史
- 1976年（昭和51年）8月31日 - 路線勘定（北海道告示第3075号）